# タイロン・コービン
タイロン・ケネディ・コービン（Tyrone Kennedy Corbin, 1962年12月31日 - ）は、アメリカ合衆国の元バスケットボール選手。北米男子プロバスケットボールNBAのシャーロット・ホーネッツのアシスタントコーチを務めている。サウスカロライナ州コロンビア出身。身長198cm、体重95kg。

## 選手時代
デポール大学を卒業後、1985年 2巡目35位でサンアントニオ・スパーズより指名を受けNBAプレーヤーとなった。2シーズンをスパーズで過ごした後、ジャーニーマンとして8チームを渡り歩き16シーズンプレーし、トロント・ラプターズを最後に引退した。NBA通算成績は、1,065試合に出場し、9,766得点、5,046リバウンド、1,228スティールを記録している。

## コーチ時代
2004年からユタ・ジャズのジェリー・スローンの下で2011年までアシスタントコーチを務め、ジェリー・スローンのシーズン途中の退団に伴い、ヘッドコーチに昇格した。翌年のシーズンは、ウェスタン・カンファレンス 8位に滑り込み、プレーオフ進出を果たすが、1stラウンドでスパーズにスイープされた。2012-2013年は43勝39敗と勝ち越したものの西高東低と言われるウェスタン・カンファレンスではプレーオフに出場することはできなかった。2013-2014シーズンは、アル・ジェファーソン、ポール・ミルサップの抜けたチームで若手育成のため苦戦が続き、25勝57敗と大きく負け越し、次シーズンの契約は更新されなかった
。
2014-2015シーズンは、サクラメント・キングスでアシスタントコーチを務めていたが、12月14日にマイケル・マローンHCの解任に伴い暫定ヘッドコーチに就任。その後12月30日に、シーズン終了までの契約で正式にヘッドコーチに就任したが、就任後は7勝21敗と状況を改善することができず、NBAオールスターゲーム前に退任となり、チームアドバイザーに転身した。
2016年6月25日、フェニックス・サンズのアシスタントコーチに就任した。
2022年8月2日、シャーロット・ホーネッツのアシスタントコーチに就任した。